# Danh sách nhân vật trong Five Nights at Freddy's
Dưới đây là danh sách các nhân vật trong loạt game, Five Nights at Freddy's của tác giả Scott Cawthon.
- Five Nights at Freddy's 1 (FNAF 1):

- Freddy Fazbear: Một con gấu màu nâu làm ca sĩ chính trên sân khấu. Có thể tấn công người chơi ở cả 2 bên cửa. 
- Chica the Chicken: Một cô gà màu vàng chanh, có công việc là làm phục vụ ở phòng ăn. Chica chỉ có thể tấn công người chơi ở cửa bên Phải.
- Bonnie the Bunny: Một con thỏ màu xanh biển phụ trách chơi đàn Bass trên sân khấu. Bonnie chỉ có thể tấn công người chơi ở cửa bên Trái.
- Foxy the Pirate: Một con cáo có bộ dạng hơi cũ kỹ, là nhân vật chủ đạo ở hang hải tặc [CAM 05]. Khi tấn công nó sẽ chạy rất nhanh về phía chỗ người chơi, đòi hỏi người chơi phải nhanh tay đóng cửa.
- Golden Freddy: Một con gấu màu vàng có ngoại hình giống Freddy nhưng chỉ xuất hiện trong đêm thứ 6. Xuất hiện trong [CAM 2B].

## Trò chơi điện tử
Mục đầu tiên trong series là Five Nights at Freddy's. Nó được phát hành vào ngày 24 tháng 7 năm 2014. Vào ngày 11 tháng 11 năm 2014, một trò chơi thứ hai, Five Nights at Freddy's 2, đã được phát hành trên Steam. Vào ngày 2 tháng 3 năm 2015, một trò chơi thứ ba, Five Nights at Freddy's 3, đã được phát hành trên Steam. Trò chơi thứ tư, Five Nights at Freddy's 4, được phát hành vào ngày 23 tháng 7 năm 2015 và cũng là bản cập nhật Halloween được phát hành vào ngày 30 tháng 10 năm 2015. Một trò chơi thứ năm, Five Nights at Freddy's: Sister Location đã được phát hành vào ngày 7 tháng 10 năm 2016 và bản cập nhật miễn phí có chứa Đêm tùy chỉnh (với chế độ thử thách trong trò chơi mới và các đoạn cắt cảnh mới) đã có sẵn vào ngày 1 tháng 12 năm 2016. Trò chơi thứ sáu được phát hành miễn phí vào ngày 4 tháng 12 năm 2017 dưới vỏ bọc của Freddy Fazbear's Pizzeria Simulator. Spin-off noncanon độc lập của loạt, Ultimate Custom Night, được phát hành vào ngày 27 tháng 6 năm 2018.

## Các nhân vật chính

### Five Nights at Freddy's
Bonnie the Bunny
Freddy Fazbear
Foxy the Pirate Fox
Golden Freddy
Chica the Chicken

### Five Nights at Freddy's 2
Shadow Bonnie
Puppet
Toy Bonnie
Toy Chica 
Toy Freddy 
Mangle(Toy Foxy )
Balloon Boy
Bonnie khô héo
Freddy khô héo
Chica khô héo
Foxy khô héo
Golden Freddy khô héo